# Ochrostigma mediogrisea
Ochrostigma mediogrisea är en fjärilsart som beskrevs av Barend J. Lempke 1959. Ochrostigma mediogrisea ingår i släktet Ochrostigma och familjen tandspinnare. Inga underarter finns listade i Catalogue of Life.